# Queens Borough Hall

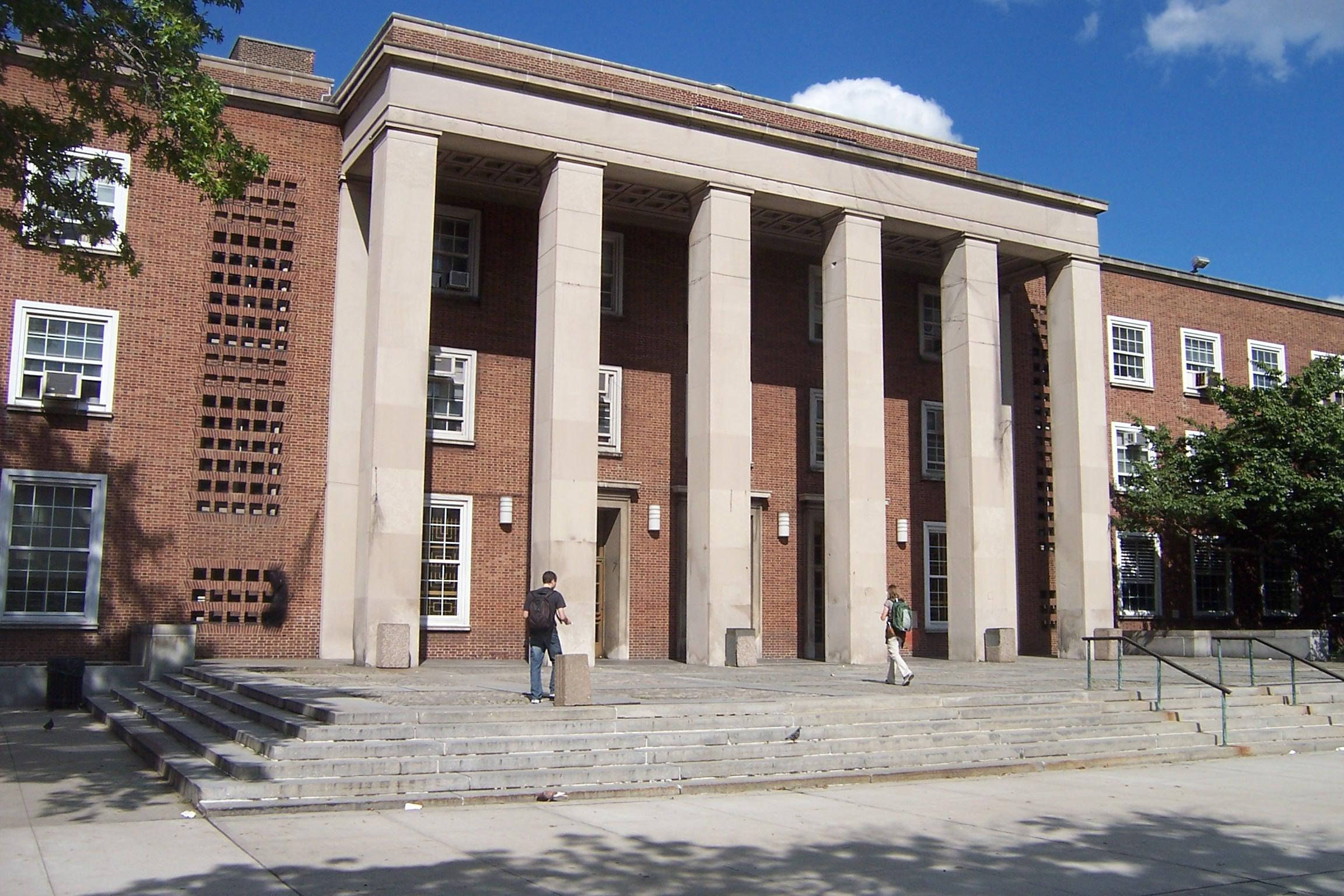
Das Gebäude

Die Queens Borough Hall ist ein öffentliches Gebäude in Queens, New York und Sitz des Borough Presidents des Stadtteils. Darüber hinaus befinden sich im Gebäude weitere Büros der Stadtverwaltung. Die Borough Hall liegt in den Kew Gardens zwischen dem Queens Boulevard und dem Union Turnpike.
Das während der Weltwirtschaftskrise entworfene und im Jahr 1940 fertiggestellte Gebäude enthielt in den ersten Jahren nach der Eröffnung außerdem ein Postamt und ein Verkehrsgericht, da es den Architekten wichtig war, es zum Zentrum des bürgerlichen Lebens in Queens zu machen. Nach der Streichung von Aufzügen in den Bauplänen kostete der Bau insgesamt rund 1 648 000 US-Dollar und wurde von März bis November 1940 innerhalb von neun Monaten abgeschlossen. Noch im selben Jahr erhielt das Gebäude einen Designpreis des Queens Chamber of Commerce.
Die 176 Meter lange und vierstöckige Borough Hall wurde im klassischen Backsteinstil errichtet und von William Gehron und Andrew J. Thomas entworfen. Am 4. Dezember 1940 wurde es vom damaligen New Yorker Bürgermeister Fiorello LaGuardia eröffnet. Seit 1941 befindet sich die Statue „Civic Virtue“ von Frederick William MacMonnies vor dem Gebäude, 2001 wurde zudem ein ausrangierter  New York City Subway-Wagen des Typs „R33“ vor dem Gebäude aufgestellt.